# Hrólfs saga Gautrekssonar
Hrólfs saga Gautrekssonar es una saga legendaria escandinava escrita en Islandia en el siglo XIII. Es una precuela de la saga de Gautrek.
Gautrek era un rey de los gautas, según la leyenda, descendiente del mismo Odín. Al perder a su esposa Alfhild perdió la cordura, ignorando todos los asuntos de gobierno y pasando todo el tiempo en el montículo donde estaba enterrada su amada, haciendo volar a su halcón. Gautrek tuvo dos hijos, Ketill y Hrólfr Gautreksson, Ketill se convirtió en un gran vikingo que heredó el reino de su padre.
En Gamla Uppsala gobernaba Erik, rey de los suecos que tenía solo una hija, Þornbjörg que era una guerrera skjaldmö que dedicaba los días a prepararse para la guerra y participando en competiciones deportivas como los hombres, en lugar de actividades femeninas. Por tal comportamiento, se la apodaba Þórbergr konungr, "rey Thorberg". Su padre le cedió la plaza real de Ulleråker, donde ella tenía a su séquito de huscarles que la ayudaban a ahuyentar a los pretendientes indeseados.
Ketill sugirió que Hrólfr intentase cortejar a la princesa y tras muchas vacilaciones, Hrólfr accedió. Su hermano dijo:
Sería el más noble de los matrimonios en las Tierras del Norte tener a la hija del rey de Upsala como esposa
y 
muchos no tienen coraje en sus grandes cuerpos y es una lástima que siendo un hombre no sepas hablar a una mujer apropiadamente.
A Hrólfr se le subió la autoestima y se fue presto a Ulleråker con su hermanastro Ingjald de Dinamarca y sesenta guerreros bien armados, con el fin de conquistar a la princesa guerrera de Suecia.
Þornbjörg estaba sentada en el trono, equipada con su armadura completa y orgullosa. Cuando Hrólfr le propuso en matrimonio, se erigió tomando sus armas y ordenó a sus hombres "buscar y doblegar al loco que ofendió al rey Þórbergr". Hrólfr se puso el casco y pidió a los huscarles salir y luego se enfrentó valientemente matando a no menos de doce de los campeones de Þórbergr antes de huir de un enemigo abrumador que le superaba en número. Todos los que acompañaban a Hrólfr regresaron a Götaland sanos y salvos.
Tras una campaña vikinga al oeste, en Escocia y Britania, Hrólfr encabezó una flota de seis naves y un selecto grupo de guerreros dirigiéndose a Upsala. Cuando Hrólfr y el rey Erik establecieron un acuerdo de paz, Hrólf fue de nuevo a Ulleråker a proponer matrimonio a la princesa. Þórbergr gritó que antes prefería convertirse en un pastor en Götaland antes de que Hrólf tuviese algún poder sobre ella, a esto siguió una dura pelea, Þórbergr fue capturada y poco después se casó con Hrólfr.
Tras un tiempo Hrólfr sucedió a su hermano Ketill como rey de los gautas, pero nadie escribió esta parte de la historia.
Según la tradición sueca, Hrólf está enterrado en Bälinge, cerca de Alingsås en Rolfsborg (la colina de Rolf).